# Odontites lanceolatus
Odontites lanceolatus ist eine halbparasitäre Pflanzenart aus der Gattung der Zahntroste (Odontites). Das hauptsächliche Verbreitungsgebiet der Art liegt in den Westalpen und in Spanien.

## Beschreibung
Odontites lanceolatus ist eine 10 bis 110 cm hoch werdende, einjährige Pflanze. Individuen der Unterart Odontites lanceolatus subsp. provincialis können selten auch als bis zu vier Jahre werdende Mehrjährige wachsen. Der Stängel ist an der Basis verholzend und wird bis 6 mm stark. Er ist dicht mit abwärts gebogenen Trichomen behaart, die eine Länge von 0,1 bis 0,5 mm (selten auch bis 0,8) mm erreichen. Der vegetative Teil der Pflanze ist gut entwickelt und besteht aus mehr als zehn Knoten, von denen in einem Winkel von 35 bis 50° Bereicherungstriebe ausgehen.
Die Laubblätter sind früh abfallend, lanzettlich geformt und mit gezahntem Rand versehen. Sie werden 15 bis 50 mm lang und 2 bis 10 mm breit, wobei Unterschiede zwischen den Unterarten existieren.
Die Blütenstände bestehen aus 20 bis 40 Blüten, die von unten nach oben aufblühen. Die Blüten werden von Tragblättern begleitet, die beidseitig borstig behaart und deren Rand meist gezahnt ist. Die Blüten sind protogyn (vorweiblich) und werden 7 bis 11 mm lang. Zu Beginn der Blütezeit ist der Kelch 3,5 bis 6 mm lang. Die Behaarung des Kelches besteht aus bis zu 0,9 mm langen, einfachen Trichomen sowie aus bis zu 0,35 mm Stieldrüsen. Die Kelchzipfel sind dreieckig. Die Krone besteht aus einer 3,9 bis 4,7 mm langen Kronröhre, an die sich ein 4 bis 5 mm langer Helm sowie eine Unterlippe anschließen. Die vier Staubblätter stehen in zwei Paaren, die jeweils unterschiedlich lang sind: Das obere Paar erreicht Längen von 3,4 bis 4,2 mm, das untere Paar wird 4 bis 4,8 mm lang. Die Staubblätter stehen weit aus der Kronröhre hinaus und streben auseinander. Die Staubbeutel sind um 180° gedreht, so dass das vordere spitze Ende nach vorn gerichtet ist. Die Theken reißen nur etwa bis zur Hälfte auf, sie sind bis auf wenige, bis 0,2 mm lange keulenförmige Haare am Konnektiv unbehaart. Die Pollenkörner erreichen eine Länge von etwa 18,3 × 23,2 µm.
Die Frucht ist eine Kapsel, die eine Länge von 4 bis 6,5 mm (selten bis 8 mm) erreicht.
Beide Unterarten haben die Chromosomenzahl 2n = 20.

## Verbreitung
Die Art kommt mit den Unterarten subsp. lanceolatus und subsp. provincialis in den Tälern der Westalpen, in den Mittelmeeralpen Frankreichs und Italiens sowie in Savoyen vor. Sie wächst in Höhenlagen zwischen 210 und 2000 m. Die Unterart subsp. olotensis kommt in Spanien vor.

## Systematik
Odontites lanceolatus wird gemeinsam mit dem Gelben Zahntrost (Odontites luteus) und Odontites hispidulus in die Artengruppe Odontites luteus agg. gestellt. Innerhalb der Art werden folgende Unterarten unterschieden:
- Odontites lanceolatus subsp. lanceolatus
- Odontites lanceolatus subsp. provincialis Bolliger
- Odontites lanceolatus subsp. olotensis (Cadevall) O. Bolòs & Vigo: Sie kommt in Spanien vor.[2]

Von der Unterart Odontites lanceolatus subsp. lanceolatus ist eine frühblühende sowie eine spätblühende Rasse bekannt, die Unterart Odontites lanceolatus subsp. provincialis ist ausschließlich spätblühend.